# Bab Chorfa
La Bab Chorfa o Bab Churfa és la porta que separa la plaça de Bou Jelaud amb la Kasbah En-Nouar, a Fes, al Marroc.
Recentment restaurada, se situa al capdamunt del carrer Talaa Kebira, al límit nord-oest de la medina.